# 도쿠마 재팬 커뮤니케이션즈
토쿠마 재팬 커뮤니케이션즈(일본어: 徳間ジャパンコミュニケーションズ, 일본어: Tokuma Japan Communications Co., Ltd.)는 일본의 레코드 회사다. 1965년 설립된 다이헤이 음향주식회사(太平音響株式会社)가 전신이며, 1972년 도쿠마 쇼텐에 인수되었다. 2001년 도쿠마 쇼텐의 경영 부진으로 다이이치코쇼(第一興商)에 주식을 양도해, 다이이치코쇼의 산하로 들어갔지만 도쿠마라는 이름은 유지하고 있다. 도쿠마 쇼텐과는 업무제휴 관계이다.

## 레이블
카요쿄쿠, 엔카 계열
- 재팬 레코즈(ジャパンレコーズ 쟈판레코즈[*])
- 미노루 폰(ミノルフォン)
- 가우스(ガウス)

J-POP, 애니메이션 계열
- 멜닥(メルダック 메루닷쿠[*], meldac)
- MIDZET HOUSE
- 스튜디오 지브리 레코즈(スタジオジブリレコーズ 스타지오지브리레코즈[*])